# Hashemiti

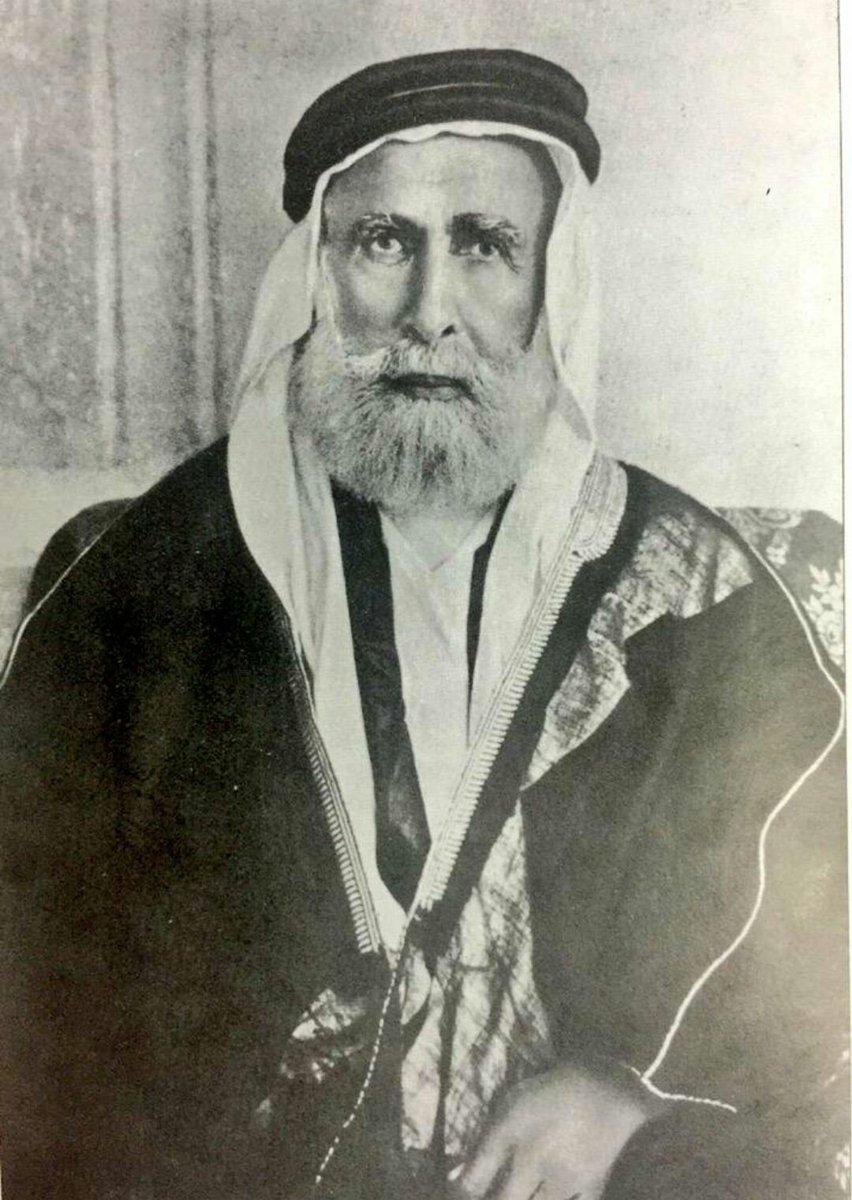
al-Ḥusayn ibn ʿAlī

Con i termini hashemita (ascemita o ascimita) si indicano  i discendenti di Hāshim ibn ῾Abd Manāf, antenato (bisnonno) di Maometto, e i parenti di quest'ultimo.
In età contemporanea con queste parole si designano i membri di una dinastia (dinastia hascemita) fondata nel 1916 dallo sharif della Mecca Al-Ḥusayn ibn ʿAlī, la quale dominò prima nell'Hegiaz in Arabia, poi in Iraq e Transgiordania, e da ultimo (con ʿAbd Allāh I, Hussein e, dal 1999, ʿAbd Allāh II), nel regno hascemita di Giordania.

## Storia

### Origini
In particolare, nel XX secolo, con il termine hascemita (e relative varianti) ci si riferì spesso alla discendenza dello sharīf di La Mecca al-Ḥusayn ibn ʿAlī, animatore nel corso della prima guerra mondiale della rivolta araba, la cui guida militare venne affidata al figlio Fayṣal (poi re di Siria e in seguito dell'Iraq), consigliato e sostenuto militarmente dal colonnello britannico Thomas Edward Lawrence (detto Lawrence d'Arabia) e dal Regno Unito.

### Ascesa
Il Regno Unito aveva promesso agli hascemiti la creazione di uno Stato arabo indipendente, dalla Siria fino al Golfo Persico, in cambio del loro aiuto contro l'Impero ottomano. Per la mancata osservanza di quanto pattuito nel carteggio intercorso tra lo sharīf di La Mecca e il plenipotenziario britannico, Henry McMahon, Londra indennizzò la famiglia hascemita consentendo che in Transgiordania diventasse emiro ʿAbd Allāh, che allo stesso Fayṣal fosse consentito salire sul trono dell'istituendo Regno d'Iraq, mentre un terzo fratello dei primi due figli dello sharīf di Mecca, ʿAlī, divenne per breve tempo re dell'Higiaz, succedendo a suo padre, fino a quando contro il giovane regno si scagliarono nel 1925 le vittoriose truppe saudite del sultano del Najd, ʿAbd al-ʿAzīz Āl Saʿūd.

### Epoca recente
Di queste entità hascemite, dopo la caduta nel 1958 del Regno d'Iraq e la sua trasformazione in repubblica, per opera del colpo di Stato militare condotto dal generale ʿAbd al-Karīm Qāsim (noto in Occidente come Kassem), sopravvisse solo quella giordana.

## Genealogia
```
 
al-Ḥusayn ibn ʿAlī
 (1854-1931), Sharīf della Mecca e re del Ḥijāz
 = ʿAbdiya b. ʿAbd Allah
│
├── 
ʿAlī ibn al-Husayn
 (1879–1935), re dell'Hegiaz
│   = Nafīsa Khānūm
│   │
│   ├── Khadīja ʿAbdiya (1907-1958)
│   │
│   ├── ʿAliya (1911-1950)
│   │   = 
S.M. Ghāzī I re d'Iraq

│   │
│   ├── 
Abd al-Ilah ibn Ali al-Hashimi
 (1913-1958)
│   │   = Malik
│   │   = Fayza
│   │   = Hiyam
│   │
│   ├── Badiya (1920_...)
│   │   = S.A. lo sharīf 
al-Ḥusayn b. ʿAlī

│   │
│   └── Jalīla (1923-...)
│       = Sharīf Aḥmad Hāzim
│
├── 
ʿAbd Allāh I di Giordania
 (1882-1951), Re di Transgiordania
│   = Musbah bint Nāṣer
│   │
│   ├── Ḥāya bint ʿAbd Allāh (1907–1990)
│   │   = ʿAbd al-Karīm Jaʿfar Zayd Dhawī
│   │
│   ├── 
Ṭalāl I
 (1909-1972), re di Giordania
│   │   = Zayn al-Sharaf Ṭalāl
│   │   │
│   │   ├── 
al-Ḥusayn I
 (1935-1999), re di Giordania
│   │   │   = 
Sharīfa Dīnā bint ʿAbd al-Ḥamīd

│   │   │   │ 
│   │   │   └── ʿAlia bint al-Ḥusayn (1956-viv.)
│   │   │       = Sayyid Nāser Mīrzā
│   │   │       = Sayyid Muḥammad al-Ṣāleḥ
│   │   │
│   │   │   = 
Antoinette Avril Gardiner

│   │   │   │
│   │   │   ├── 
Abd Allah II di Giordania
 (1962-viv.), re di Giordania
│   │   │   │   = 
Rānia al-ʿAbd Allāh

│   │   │   │   │
│   │   │   │   ├── 
Husayb
 (1994-viv.)
│   │   │   │   │
│   │   │   │   ├── Īmān (1996-viv.)
│   │   │   │   │
│   │   │   │   ├── Salma (2000-viv.)
│   │   │   │   │
│   │   │   │   └── 
Hāshim
 (2005-viv.)
│   │   │   │
│   │   │   ├── Fayṣal b. al-Ḥusayn (1963-viv.)
│   │   │   │   = ʿAliya Tabbaʿ
│   │   │   │   │
│   │   │   │   ├── Ayah (1990-viv.)
│   │   │   │   │
│   │   │   │   ├── ʿUmar (1993-viv.)
│   │   │   │   │
│   │   │   │   ├── Sārā (1997-viv.)
│   │   │   │   │
│   │   │   │   └── ʿĀʾisha (1997-viv.)
│   │   │   │
│   │   │   ├── ʿĀʾisha bint al-Ḥusayn (1968-viv.)
│   │   │   │   = Sayyid Muḥammad al-Ṣāleḥ
│   │   │   │
│   │   │   └── Zayn bint al-Ḥusayn (1968-viv.)
│   │   │       = Sayyid Majdī al-Ṣāleḥ
│   │   │
│   │   │   = 
ʿAliya Bāhā al-Dīn Tūqān

│   │   │   │
│   │   │   ├── 
Ḥāya
 (1974-viv.)
│   │   │   │   = 
Moḥammed b. Rāshid Al Maktūm
, emiro di Dubai
│   │   │   │
│   │   │   └── ʿAlī ibn al-Ḥusayn
│   │   │       = Rym Brāhīmī
│   │   │       │
│   │   │       ├── Jalīla
│   │   │       │
│   │   │       └── ʿAbd Allāh
│   │   │
│   │   │   = 
Elizabeth Najīb Ḥalabī

│   │   │   │
│   │   │   ├── Ḥamza ibn al-Ḥusayn (1980-viv.)
│   │   │   │   = Nūr bint ʿAsem
│   │   │   │   │
│   │   │   │   └── Ḥāyah
│   │   │   │
│   │   │   ├── Hāshim bin al-Ḥusayn (1981-viv.)
│   │   │   │   = Faḥda Muḥammad Abū Nayyān
│   │   │   │   │
│   │   │   │   ├── Hāla
│   │   │   │   │
│   │   │   │   └── Rāyat al-Nūr
│   │   │   │
│   │   │   ├── Īmān bint al-Ḥusayn (1983-viv.)
│   │   │   │
│   │   │   └── Rayah bint al-Ḥusayn (1986-viv.)
│   │   │
│   │   ├── Asmāʾ (1937)
│   │   │
│   │   ├── Muḥammad bin Ṭalāl (1940-viv.)
│   │   │   = Feryāl Irshayd
│   │   │   │
│   │   │   ├── Ṭalāl ibn Muḥammad (1965-viv.)
│   │   │   │   = Ghīda Salām
│   │   │   │   │ 
│   │   │   │   ├── al-Ḥusayn (1999-viv.)
│   │   │   │   │ 
│   │   │   │   ├── Rajaʿ (2001-viv.)
│   │   │   │   │ 
│   │   │   │   └── Muḥammad (2001-viv.)
│   │   │   │ 
│   │   │   └── Ghāzī ibn Muḥammad (1966-viv.)
│   │   │
│   │   ├── al-Ḥasan ibn Ṭalāl (1947-viv.)
│   │   │   = Sarwāth Ikrām Allāh
│   │   │   │
│   │   │   ├── Raḥma bint al-Ḥasan (1969-viv.)
│   │   │   │   = ʿAlāʾ Batayne
│   │   │   │
│   │   │   ├── Sumaya bint al-Ḥasan (1971-viv.)
│   │   │   │   = Nāṣer Judeh
│   │   │   │
│   │   │   ├── Bādiya bint al-Ḥasan (1974-viv.)
│   │   │   │   = Khāled Edward Blair
│   │   │   │
│   │   │   └── Rāshid ibn al-Ḥasan (1979-viv.)
│   │   │
│   │   ├── Muḥsin ibn Ṭalāl
│   │   │
│   │   └── Basma bint Ṭalal (1951-viv.)
│   │
│   └── Munīra bint ʿAbd Allāh (1915–1987)
│
│   = Suzdil Khanūm
│   │
│   ├── Nayef ibn ʿAbd Allāh (1914-1983)
│   │   = Mihrimâh Selcuk Sulṭān (1922-2000)
│   │   │
│   │   └── ʿĀsem ibn al-Natif (1948-viv.)
│   │      = Firouze Vokhshouri
│   │      │
│   │      ├── Yāsmīn bint ʿĀsem (1975-viv.)
│   │      │   = Mr Basel Yaghnam
│   │      │
│   │      ├── Sāra bint ʿĀsem (1978-viv.)
│   │      │   = Alejandro Garrido
│   │      │
│   │      └── Nūr bint ʿĀsem (1982-viv.)
│   │          = Ḥamza ibn al-Ḥusayn
│   │ 
│   │      = Sana ʿĀsem
│   │      │
│   │      ├── Ṣalha bint ʿĀsem (1987-viv.)
│   │      │
│   │      ├── Najla bint ʿĀsem (1988-viv.)
│   │      │
│   │      └── Nāyef ibn ʿĀsem (1998-viv.)
│   │
│   └── Maqbūla bint ʿAbd Allāh (1921-2001)
│       = al-Ḥusayn ibn Nāṣer
│
├── Fāṭima
│
└── 
Fayṣal I
, re d'Iraq
    = Huzayma bint Nāser
    │
    ├── ʿAzza bint Fayṣal
    │
    ├── Rajīha bint Fayṣal
    │
    ├── Rayfia bint Fayṣal
    │
    └── 
Ghazi I d'Iraq
 (1912-1939)
        = ʿAliya bint ʿAlī (1911-1950)
        │
        └── 
Faysal II d'Iraq
 (1935-1958)
```

```
= Madīha
│
└── Ṣāliḥa
```

```
= ʿĀdila Khānūm
│
├── Sārā
│
└── 
Zeid bin Hussein
 (1898-1970) pretendente alla corona d'Iraq
    = Fakhr al-nisāʾ Kabaağaç
     │
     └── 
Ra'ad bin Zeid
Ra (1936-...), pretendente alla corona d'Iraq
         = Margaretha Inga Elisabeth Lind
          │
          ├── 
Zeid Ra'ad Al Hussein
 (1964-...)
          │   = Sarah Butler
          │   │
          │   ├── Ra'ad bin Zeid (2001-...)
          │   │
          │   ├── Hala bin Zeid (2003-...)
          │   │
          │   └── Azizah
          │
          │
          ├── 
Mired Ra'ad Al Hussein
 (1965-...)
          │   = Dīnā Khalīfe
          │
          ├── Fīrās ibn Ra'ad (1969-...)
          │   = Dānā Tūqān
          │
          ├── Fayṣal ibn Ra'ad (1975-...)
          │   = Lara Sukhtian
          │
          └── Fakhr al-nisāʾ bint Ra'ad (1981-...)
              = Sharīf Ḥajjār
```